# 狩野歩
狩野 歩（かりの あゆみ、1978年 - ）は、日本の実業家。株式会社ひとだんらく代表取締役。群馬県出身。血液型A型。
「ひとだんらく」は、「人で暖かく楽しくなる」の漢字を抜粋したもの。
2015年に旗揚げした日本の異種格闘技団体「巌流島」の事務局長兼代表も務める。

## 人物
好きな言葉は「バランス」。趣味は習字、着物、ヨガ（日本文化に関わるもの）で、好きな食べ物はトマト系。西麻布によく出かける。